# Morning Breeze
『Morning Breeze』（モーニング・ブリーズ）は、エフエム山口が放送していた朝の看板番組。1987年10月から2001年9月まで放送された。放送時間は月曜 - 金曜の7:40 - 7:55。DJは新井道子アナ。
初期・中期・絶頂期は『トヨタオート Morning Breeze』というタイトルだったが。
後期・末期は提供会社のネッツトヨタ山口の名前の付けて、『ネッツトヨタ Morning Breeze』というタイトルとなる。
この番組は毎朝3つの曲と新井アナのさわやかなトークがウリの番組だった。
その後、2001年10月の改編で、この前に放送されていた番組を内包し、この後番組だった『Open Sesame!』（8:30飛乗り）をわずか半年で終了させて、新たに『Morning Kiss』を新設した。パーソナリティは月 - 木はそのまま新井アナを起用、金曜はデリシャス・フライデー枠ということで立石三恵子アナを起用した。
この枠は現在の『Music Shower』に属すことになる。
Morning Kiss枠にはその他に、7:30からの『ウェザーファイル』（DJ:荒瀬英俊アナ）、7:35からの『道路交通情報』も内包した。
なお、かつてradio cube FM三重・TOKYO FMで放送された、『MORNING BREEZE』とは関係なし。